# 至徳県
至徳県（しとく-けん）は中華民国に安徽省に存在した県。

## 地理
至徳県は現在の安徽省池州市東至県に位置した。

## 歴史
757年（至徳2載）、鄱陽県、秋浦県の一部に至徳県が設置され（県治は現在の東至県梅城鎮）、宣城郡に属した。758年（乾元元年）には饒州、五代十国時代には寧国軍節度使の管轄とされた。
宋代になると922年（順義2年）に建徳県と改称、江南道（南宋では江南東路）池州の管轄とされた。元代は池州路、明清代は池州府の管轄とされた。
中華民国が成立すると、広東省に同名県が存在したため1914年（民国3年）1月に秋浦県と改称、1932年に再度至徳県と改称された。
1959年3月22日、至徳県と東流県が統合され東至県改編された。
| 前の行政区画 鄱陽県 秋浦県 | 安徽省の歴史的地名 757年 - 922年 | 次の行政区画 建徳県 |

| 前の行政区画 秋浦県 | 安徽省の歴史的地名 1914年 - 1959年 | 次の行政区画 東至県 |